# ایندلامو

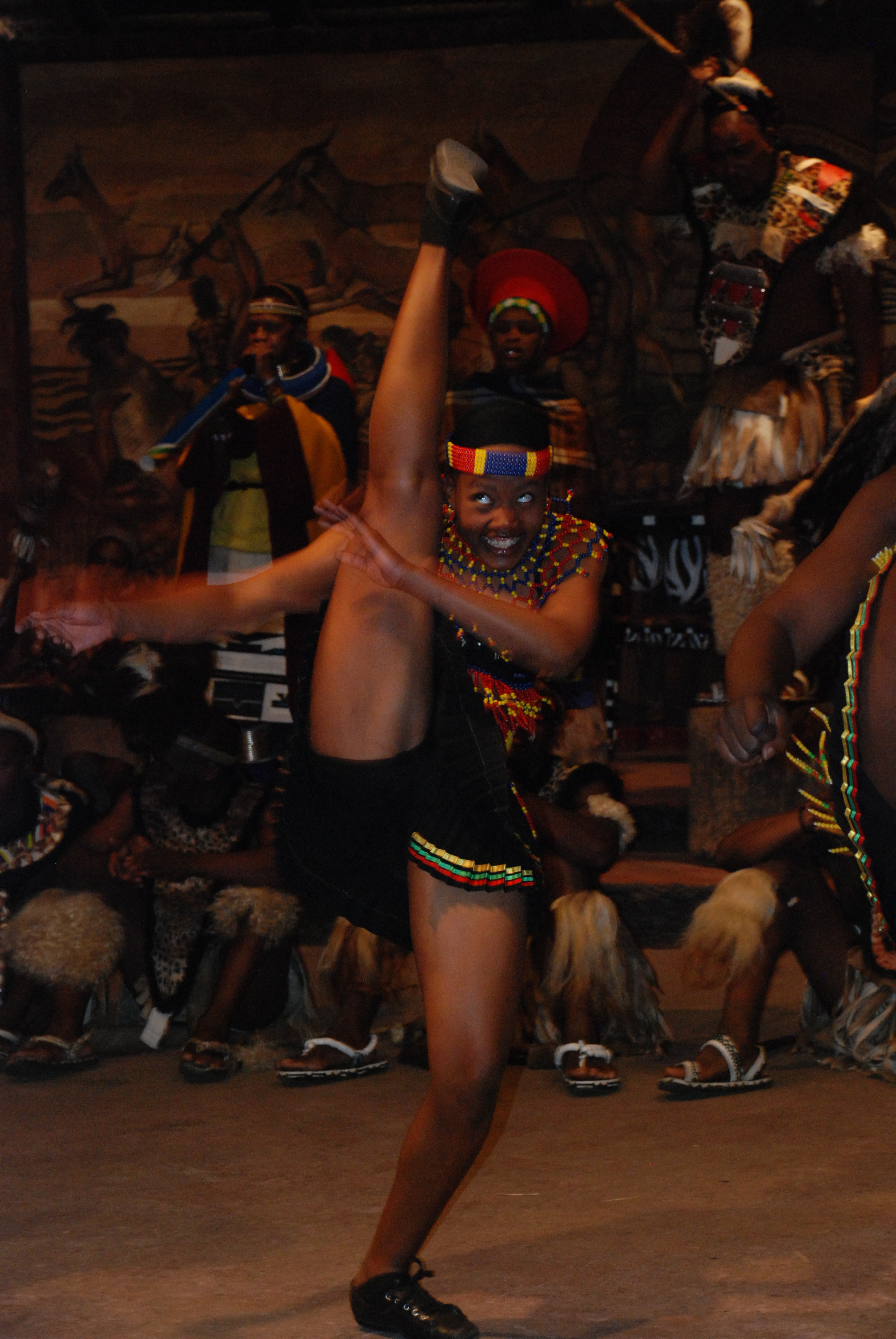
رقصنده آفریقای جنوبی در جام جهانی 2010

ایندلامو (انگلیسی: Indlamu) یک نوع رقص سنتی زولو از جنوب آفریقا است، مترادف با قبیله زولو از آفریقای جنوبی و قبیله Ndebele شمالی از زیمبابوه غربی است. رقص با یک رقصنده شروع میشود که یک پا را روی سر خود بلند کرده و آن را به شدت پایین می آورد ، و به صورت مربعی روی تپه فرود می آید. به طور معمول ، دو رقصنده در لبه های جنگجو ، کارهای روزمره را با هم انجام می دهند و حرکات یکدیگر را کاملاً سایه می اندازند.